# گوگتی
گوگتی (به لاتین: Gogti) یک منطقهٔ مسکونی در اتیوپی است.